# Ентрамбасагуас (Кантабрія)
Ентрамбасагуас (ісп. Entrambasaguas) — муніципалітет в Іспанії, у складі автономної спільноти Кантабрія. Населення — 3961 осіб (2009).
Муніципалітет розташований на відстані близько 330 км на північ від Мадрида, 14 км на південний схід від Сантандера.
На території муніципалітету розташовані такі населені пункти: Ель-Боске, Ентрамбасагуас (адміністративний центр), Орнедо, Оснайо, Навахеда, Пуенте-Агуеро, Санта-Маріна.

## Демографія
Динаміка населення (INE ):

## Галерея зображень

Розташування муніципалітету
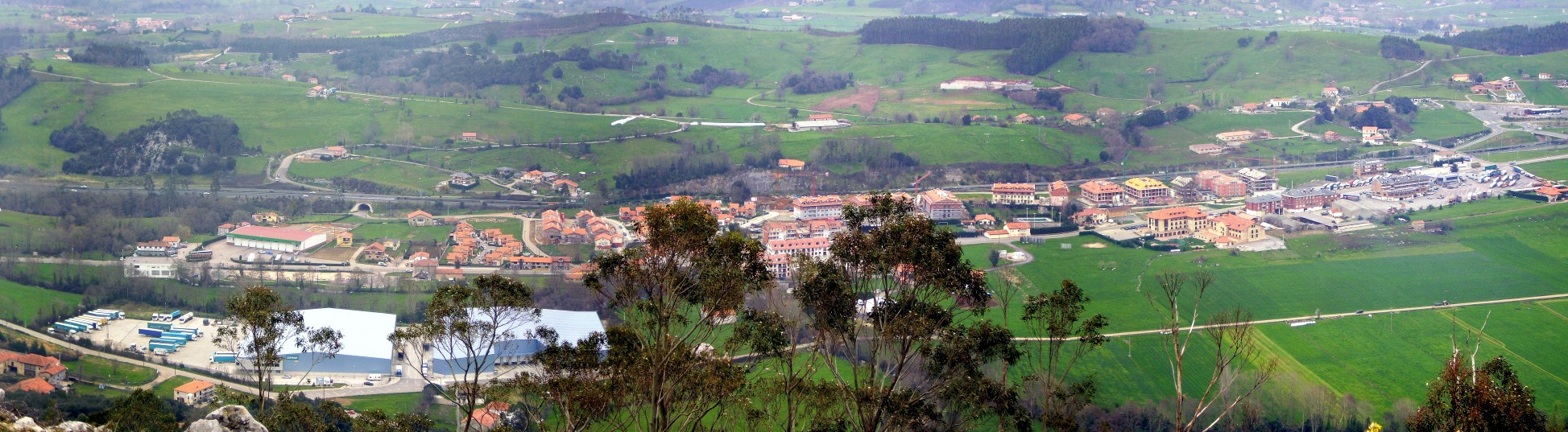
Оснайо
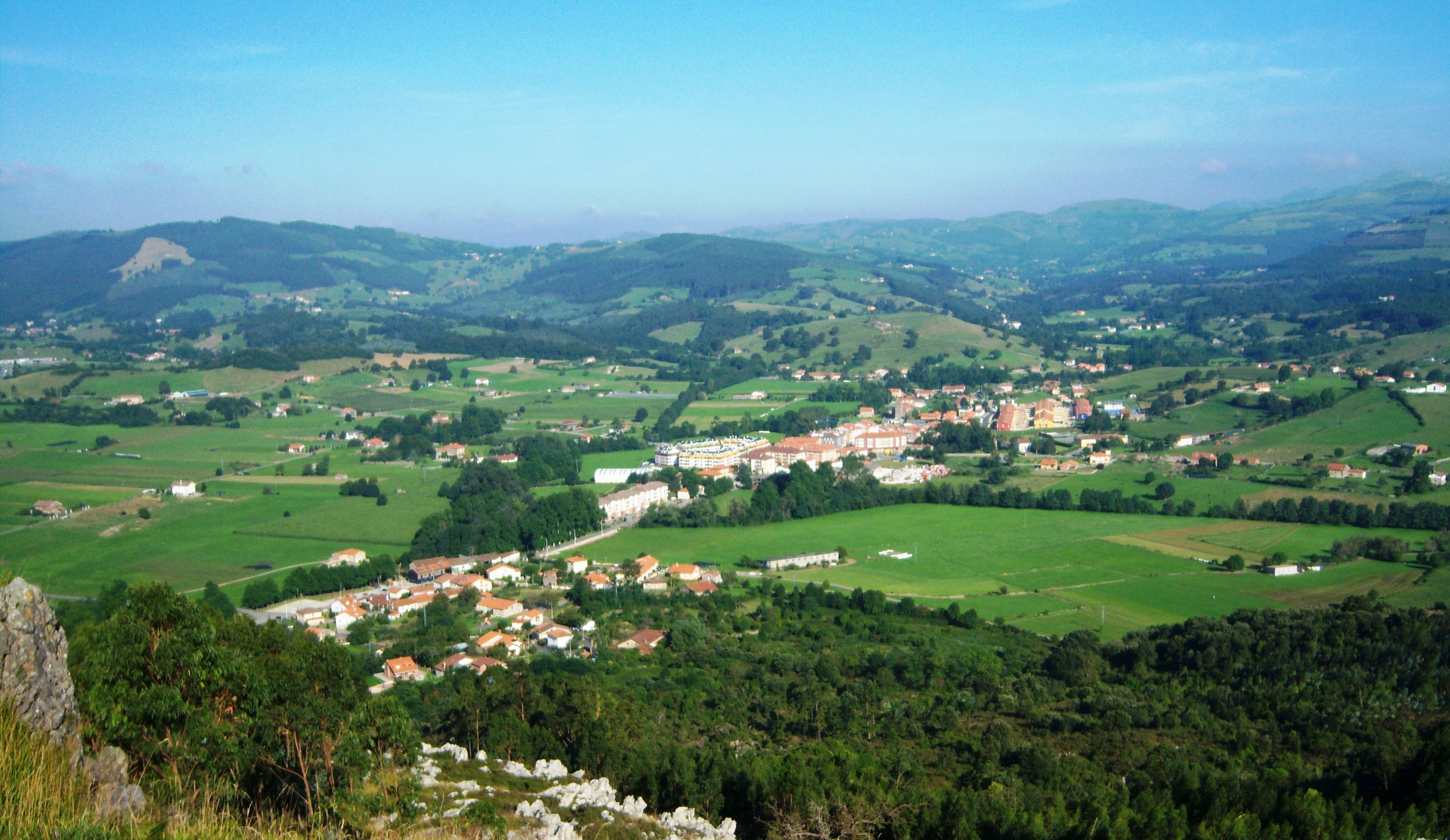
Ентрамбасагуас з вершини гори Вісмайя
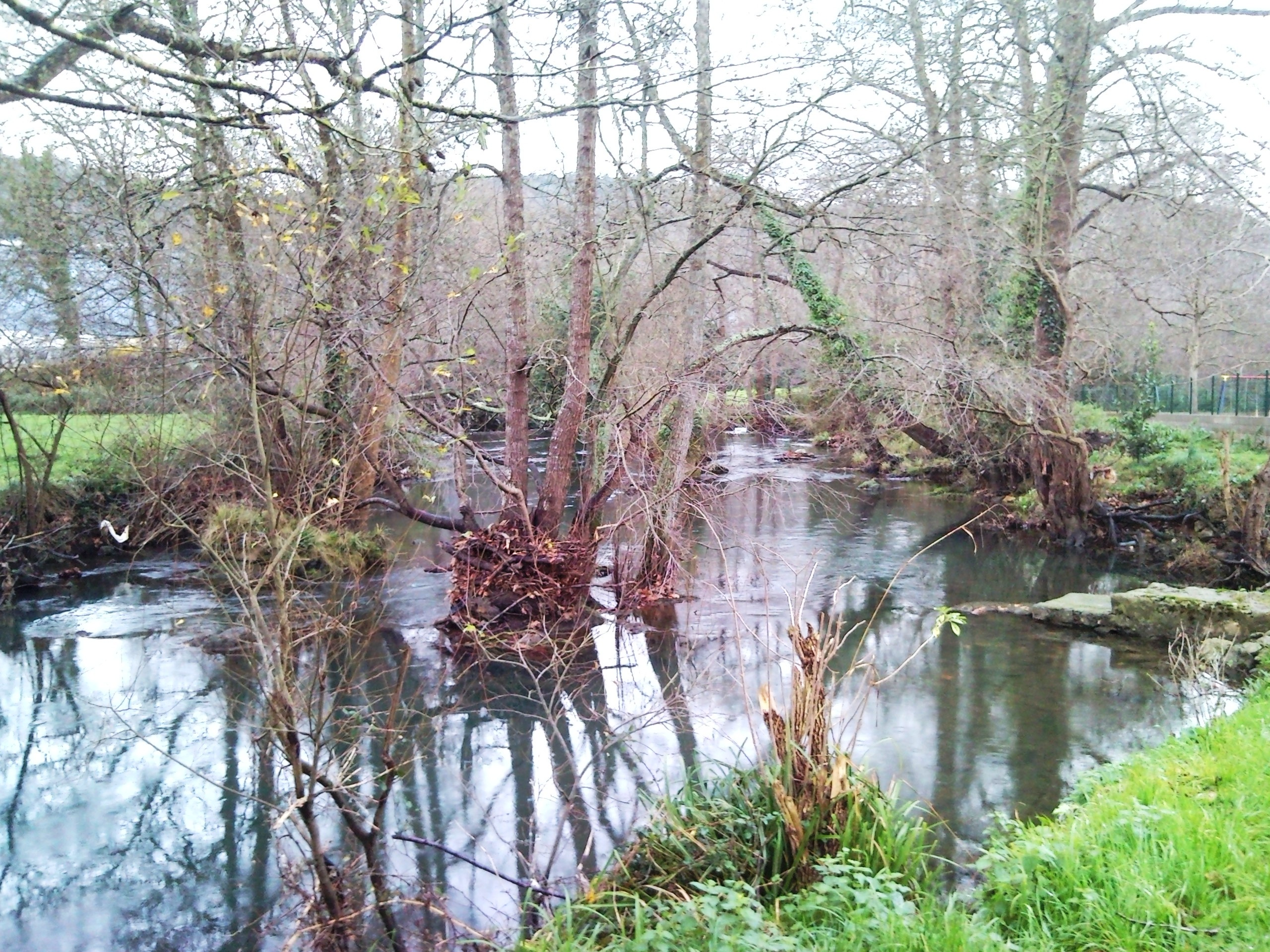
Річка Агуанас